# الدعارة في الجزائر
الدعارة في الجزائر  قانونية كما نصت عليه المادة 343 من قانون العقوبات الجزائري. كما تحظر المادة 343 من قانون العقوبات الجزائري استخدام خدمة الدعارة، والقوادة، والعيش مع عاهرة، وإغواء الآخرين وإجبارهم على ممارسة الدعارة. ومعظم الأنشطة ذات الصلة بها مجرمة إلا بعد طلب التماس أو الحصول على موافقة خطية من السلطات المعنية بالأمر. ومع ذلك، هناك عدد قليل من بيوت الدعارة المنظمة، من إرث الفترة الاستعمارية، فهناك بيتين للدعارة التي لا تزال تعمل في ظل الاستعمار الفرنسي السابق للجزائر خاصة أن السلطات في الجزائر قد تواطئت معهما ولم تحاول منعهما بالرغم من نيل البلاد لاستقلالها.

## الوضع القانوني
يحظر القانون الجزائي الجزائري ممارسة الجنس في مكان عام أو كسب الربح من ممارسة الدعارة مع الآخرين كما يُعاقب الذين يعيشون مع شخص بدون رابطة زوجية أو صلة قرابة. ويحظر قانون العقوبات أيضا حفظ أو إدارة أو تمويل بيوت الدعارة. وتكون العقوبات أكثر قساوة وصرامة عندما يتعلق الأمر باستغلال الأطفال القاصرين، وحثهم على ممارسة الجنس التجاري تحت التهديد أو الإكراه.

## التاريخ

### الحكم العثماني
أثناء الحكم العثماني للجزائر كانت الدعارة مقننة ومنظمة وبالرغم من ذلك فكان يُمنع الجهر به بل يُفضل أن يبقى سرا. وحتى تاريخ الغزو الفرنسي سنة 1830، تشير الإحصائيات إلى أنه كان هناك ما بين 300 و500 من العاملات في الدعارة بمدينة الجزائر وحدها.

### الاستعمار الفرنسي

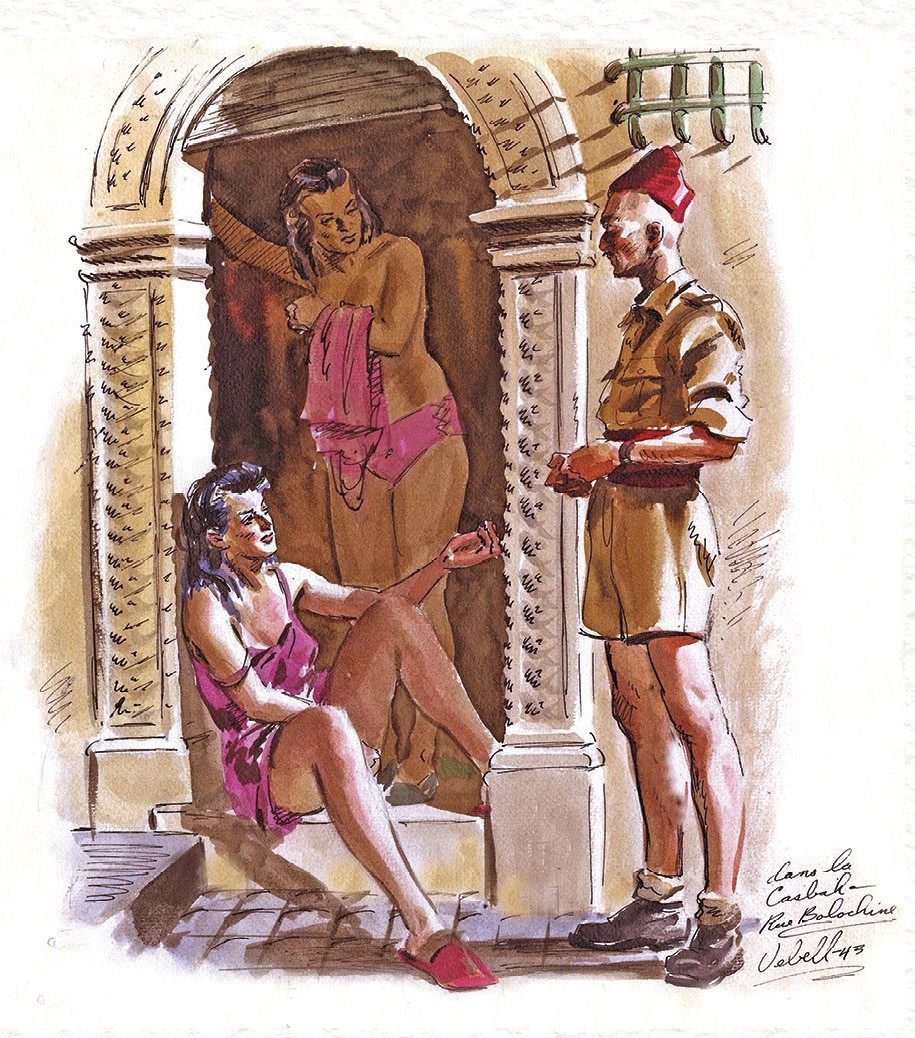
جندي استعماري فرنسي يساوم للحصول على سعر أفضل من عاهرة في شارع بالوشين في القصبة الأصلية في الجزائر العاصمة. - 1943

بعد الاستعمار الفرنسي عام 1830، قامت السلطات الفرنسية بتنظيم الدعارة في محاولة منها لمنع انتشار الأمراض المنقولة جنسيا، وقد استند هذا التنظيم على نظام الدولة العثمانية الذي سبق وأن فرضته على الجزائر، حيث كان يُفرض على كل داعرة دفع رسوم سنوية كما كان يُفرض عليهن القيام بفحوصات طبية إلزامية بموجب المرسوم الصدر في تموز/يوليو من العام 1830، والذي ينص بوضوح على:
المادة 1. قبل أن تعمل أي فتاة في مجال الدعارة يجب أن يتم تسجيلها في اللوائح الخاصة من قبل مفوض الشرطة وذلك بموافقة رئيس المكتب المركزي
المادة 6. اعتبارا من 1 أكتوبر، جميع النساء الداعرات يجب أن يزرن الطبيب ويقمن بفحوصات طبية مرتين كل شهر وذلك للتأكد من حالتهن الصحية
المادة 7. يجب أن تتم زيارة الطبيب في العيادة، بيد أنه يمكن للبعض القيام بفحوصات في المنزل من خلال قدوم الطبيب لهن شريطة دفع الرسوم المحددة في مبلغ 3 فرانك سويسري بالإضافة إلى أتعاب الطبيب
المادة 11. في حالة ما تبث إصابة داعرة بمرض تناسلي عند قيامها بالفحص فيجب عليها البقاء في العيادة من أجل الحصول على العلاج الفوريط أما الداعرات اللائي يقمن بالكشف في منازلهن وفي حالة ما تبث إصابتهم بأحد تلك الأمراض فيجب نقلهن على الفور لمستوصف مفوض الشرطة
المادة 12. لتلبية النفقات التي سوف تنجم عن كل زيارة للطبيب فإن السلطات ستتكفل بدعم الداعرات من خلال دفع مبلغ 5 إلى 10 فرنك في الشهر حسب كل حالة
المادة 22. لا يحق لأي داعرة سوف مغادرة المدينة لزيارة القبائل المجاورة قبل الحصول على إذن كتابي من مفوض الشرطة ومن رئيس المكتب المركزي؛ أما في حالة ما غادرت دون الحصول على إذن فسيتم اتخاد إجراءات تأديبية في حقها
المادة 24. من الواجب على كل داعرة دفع رسوم ضريبية حسب الدخل، وتُحدد قيمة الرسوم بشكل عام في 10 فرانك للعاملات في الداخل و5 في الخارج
وعلى الرغم من وجود كل هذه القوانين فهناك من النساء من تعمل في دعارة الشارع بصورة غير مشروعة. كما لم يعد هناك حظر على المرأة اليهودية فهي نفسها بات بإمكانها ممارسة الدعارة.
| 1838                       | 1839 | 1840 | 1841 | 1842 | 1847 | 1848 | 1849 | 1850 | 1851 |     |
| -------------------------- | ---- | ---- | ---- | ---- | ---- | ---- | ---- | ---- | ---- | --- |
| ساكنات البلد الأصليات      | 254  | 257  | 254  | 299  | 282  | 203  | 181  | 183  | 248  | 170 |
| الأوروبيات غير الفرنسيات   | 63   | 67   | 91   | 95   | 97   | 93   | 77   | 90   | 89   | 60  |
| الفرنسيات                  | 31   | 34   | 44   | 51   | 70   | 107  | 78   | 82   | 113  | 81  |
| اليهوديات                  | 27   | 38   | 37   | 43   | 38   | 26   | 28   | 22   | 19   | 12  |
| القادمات من الصحراء الكبرى | 0    | 17   | 20   | 19   | 23   | 22   | 23   | 24   | 24   | 16  |
| المجموع                    | 375  | 413  | 446  | 512  | 510  | 441  | 387  | 395  | 479  | 342 |

أُنشئت بيوت الدعارة في جميع المدن تقريبا باستثناء تلك التي كان يقطنها المسلمون. في عام 1942 سجلت الشرطة الأخلاقية 46 بيتا للدعارة و79 فندقا ثم 600 منزل سري يُستعمل لأغراض الدعارة في الجزائر العاصمة وحدها، وقد بقيت هذه الأرقام على حالها حتى الاستقلال في عام 1962.

### بعد الاستقلال
نتيجة التعريب الذي شهدته البلاد وصعود الإسلام السياسي والاضطرابات المدنية في أعقاب الانكماش الاقتصادي الناجم عن وفرة النفط في الثمانينات كانت بيوت الدعارة محظورة حتى عام 1982، وقد دفع هذا الحظر ببعض العاهرات والمومسات للعمل في الشوارع.
إثر بداية زوال العشرية السوداء، بداية من سنوات 2000 الأولى، تم إستقطاب المومسات أو مايعرفن بفتيات الليل من قبل أصحاب النوادي الليلية أو الخيمات ليكن وسيلة في جذب الرجال اللامحافظين عادة و المغتربين المقيمين في الخارج عند نزولهم بالمدن الجزائرية، الذين بإستهلاكهم للخمور ستزدهر صناعة البغاء و تقترن بتجارة الخمور ليصل هذا المد الفنادق ما أدى إلى ظهور نوع من الفنادق في عديد المدن في ضواحي العاصمة كشاطئ النخيل أو مدن كالبليدة و عنابة و خاصة بجاية و وهران فنادق صارت  توفر نادي ليلي في الطابق الأرضي أين تنتظر المومس زبونها لتصحبه بعد الإتفاق على سعر إلى غرفة يمنحها الفندق للفتيات، غرف عرفت بالقذارة إذ لا تحتوي إلا على فرشة أو ما يسميه الجزائريين بالمطرح على الأرض و مرحاض أو حنفية للغسل و يقتسم الفندق أرباح المومس في اليوم التالي. أحيانا هذه المومسات يعملن خارج هذه البنايات المحمية و كثيرا ما يتعرضن للمتاعب في الشوارع أو يتم رصدهن و إعتقالهن من قبل الأمن.
مع تضائل خطر الإرهاب زاد تركيز الأجهزة الأمنية على المخالفات و يتم شن حملات إعتقال من وقت إلى آخر لتتم عدت مداهمات خصوصا في الغرب الجزائري ليتم الكشف عن بيوت و شقق دعارة، غلق لفنادق الدعارة و سحب التراخيص كفندق بالاص بالبليدة، و عديد الفنادق في وهران ليتم ردع النشاط نوعا ما و يقتصر على بحث المومس عن زبونها في النوادي و الخيمات و الحانات بحلول سنة 2018 ظهور هذا النشاط من جديد في مراكز التدليك عادة مراكز وهمية غير مرخصة في ظل الأزمات السياسية و الإقتصادية يتم نشر عروض تدليك مع إيحاءات على وسائل التواصل الإجتماعي و التي سريعا ما تمت مداهمتها و تقديم الأفراد إلى العدالة و التي تتم إثر شكايات من المواطنين. 
سنة 2020 إثر جائحة كورونا شهدت الدعارة إنحسارا في كثافتها على غرار حظر التجول و غلق النوادي و الفنادق و الخيمات إلى حدود سنة 2021 كانت عودة هذه الظاهرة بعروض البغاء المباشرة على وسائل التواصل الإجتماعي أو عديد المواقع الدعارة الغربية عموما و الفرنسية خاصة ... وإنتقل نشاط المومسات إلى النشاط في فنادق رخيصة في ضواحي المدن كشاطئ النخيل بالعاصمة أو عيون الترك غرب مدينة وهران أو في الإقامات الراقية و خاصة سكنات الترقية العقارية (Promotion Immobiliere ) المملوكة لأشخاص أثرياء حيث يبيح بعض الملاك لأنفسهم كراء شققهم لمومس إضافة أن القاطنين الآخرين كثيرا ما ينصرفون عن التدخل في خصوصيات الآخرين ما وفر بيئة ساهمت في إستقطاب سريع للبغاء في هذه الأحياء مثل urba 2000 بالعاصمة. 
تم تسجيل حالات إثر تقديم شكاوي من المواطنين في الأحياء الإجتماعية بمجرد ملاحظة غرباء يرتادون بكثرة أحد الشقق ليتم إستدعاء الأمن ما يدفع البغايا في الإنتقال و تغيير الأماكن. 
ما يتم رصده أن المومسات ينشطن بمفردهن بدافع مادي و من غير إستغلال فمع نهاية سنة 2023 كان ظهور شبكات دعارة ترأسها المومسات و تنشط مع سائقي الأجرة و تجار المخدرات في الوقت الذي تعتبر البغايا الأكثر إستهلاكا و ترويجا للمخدرات كالكوكايين و الأقراص المهلوسة و هي أرباح طائلة إضافة إلى ما تجنينه من الدعارة حيث تتراوح أجرة المومس العادية من 70$ إلى 100$ للساعة الواحدة.

## الاتجار بالجنس
تُعد الجزائر منطقة عبور ومقصد وفي حالات معزولة تُعتبر بلدا مصدرا للأطفال بهدف الاتجار فيهم. المهاجرين الذين لا يحملون وثائق هوية أو بطاقات إقامة والقادمين في المقام الأول من مالي، والنيجر، وبوركينا فاسو، والكاميرون، وغينيا، وليبيريا ونيجيريا هم الأكثر عرضة للاتجار بالجنس في الجزائر، ويرجع ذلك أساسا إلى الهجرة غير النظامية وحالة الفقر المدقع ثم الحواجز اللغوية، كما تُعد النساء الوحيدات أو التي هاجرن رفقة الأطفال فقط عرضة للاستغلال الجنسي وبشكل مفرط.
تدخل النساء القادمات من أفريقيا جنوب الصحراء الكبرى في كثير من الأحيان الجزائر طوعا ولكن بشكل غير قانوني؛ أي بمساعدة المهربين أو الشبكات الإجرامية وذلك بعد تضليل الطريق خاصة أنهن ينوين العبور للأراضي الأوروبية في وقت لاحق، ولكنهن يضررن للمكوث طويلا في الجزائر وذلك بسبب تشديد الشسب المال ودفع ثمن الرحلة إلى أ
بعض المهاجرات تصبحن مدينات للمهربين، فيقوم هؤلاء باستغلالهن من كل النواحي حتى الجنسية من أجل تعويض التخلف عن دفع الدين.